# Australian Open 2022 - Quad singolare
Dylan Alcott era il campione in carica da 7 edizioni consecutive, ma ha visto la sua striscia interrompersi in finale, sconfitto dal nuovo campione Sam Schröder, vittorioso con il punteggio di 7-5, 6-0.

## Teste di serie
1. Dylan Alcott (finale)

1. Sam Schröder (campione)

## Tabellone

### Legenda
| - Q = Qualificato - WC = Wild card - LL = Lucky loser | - ALT = Alternate - SE = Special Exempt - PR = Protected Ranking | - w/o = Walkover - r = Ritirato - d = Squalificato |

|  | Quarti di finale | Quarti di finale | Quarti di finale | Quarti di finale | Quarti di finale |  |  | Semifinali | Semifinali     | Semifinali     | Semifinali   | Semifinali   |   |   | Finale | Finale       | Finale       | Finale | Finale |  |
|  |                  |                  |                  |                  |                  |  |  |            |                |                |              |              |   |   |        |              |              |        |        |  |
|  | 1                | Dylan Alcott     | 6(1)             | 6                | 6                |  |  |            |                |                |              |              |   |   |        |              |              |        |        |  |
|  |                  | Niels Vink       | 7                | 4                | 2                |  |  | 1          | Dylan Alcott   | Dylan Alcott   | 6            | 6            |   |   |        |              |              |        |        |  |
|  |                  | Andy Lapthorne   | Andy Lapthorne   | 7                | 6                |  |  |            | Andy Lapthorne | Andy Lapthorne | 3            | 0            |   |   |        |              |              |        |        |  |
|  | WC               | Donald Ramphadi  | Donald Ramphadi  | 5                | 3                |  |  |            |                |                |              |              |   |   | 1      | Dylan Alcott | Dylan Alcott | 5      | 0      |  |
|  |                  | Heath Davidson   | Heath Davidson   | 6                | 6                |  |  |            |                | 2              | Sam Schröder | Sam Schröder | 7 | 6 |        |              |              |        |        |  |
|  |                  | Koji Sugeno      | Koji Sugeno      | 2                | 2                |  |  |            | Heath Davidson | Heath Davidson | 1            | 2            |   |   |        |              |              |        |        |  |
|  |                  | David Wagner     | David Wagner     | 1                | 3                |  |  | 2          | Sam Schröder   | Sam Schröder   | 6            | 6            |   |   |        |              |              |        |        |  |
|  | 2                | Sam Schröder     | Sam Schröder     | 6                | 6                |  |  |            |                |                |              |              |   |   |        |              |              |        |        |  |